# 天津發展
天津發展控股有限公司（港交所：882），簡稱天津發展、津發，是一家在香港交易所上市的綜合企業公司，天津發展是天津市駐港窗口公司津聯集團控股的公司，在1997年12月10日於香港交易所上市，上市價6.6港元。主要業務包括港口服務,醫藥,公用設施,機電業務及其他策略性投資，擁有天津港發展（港交所：3382）21%權益，天津力生製藥股份有限公司(深交所:002393.SZ)34.41%權益，濱海投資（港交所：2886）4.07%權益，天津泰達津聯自來水有限公司 91.41權益，天津泰達津聯熱電有限公司 90.94%權益，天津泰達電力有限公司 47.09%權益，奧的斯電梯(中國)投資有限公司16.55%權益等等。
二零二一年四月二十八日，天津市國資委將其持有之津聯投資控股100%股權無償轉讓予泰達控股，因此，泰達控股已成為天津發展間接控股股東。

## 主要資產
- 奥的斯电梯（中国）投资有限公司16.55%
- 天津港發展控股有限公司21%
- 天津力生製藥股份有限公司34.41%
- 天津藥物研究院有限公司23.45%
- 天津宜藥印務有限公司43.55%
- 天津泰達津聯電力有限公司47.09%
- 天津泰達津聯自來水有限公司91.41%
- 天津泰達津聯熱電有限公司90.94%
- 天津市天發重型水電設備製造有限公司82.74%
- 香港萬怡酒店100%
- 濱海投資有限公司4.07%
- 天士力控股集團有限公司12.15%

## 外部連結
- 天津發展控股有限公司（页面存档备份，存于）